# Фосфат висмута(III)
Фосфат висмута(III) — неорганическое соединение, соль металла висмута и ортофосфорной кислоты с формулой BiPO4, бесцветные кристаллы, не растворимые в воде, образует кристаллогидрат.

## Получение
- Реакция кислых растворов солей трёхвалентного висмута и двухзамещённого ортофосфата натрия:

{\displaystyle {\mathsf {BiCl_{3}+2Na_{2}HPO_{4}\ {\xrightarrow {}}\ BiPO_{4}\downarrow +NaH_{2}PO_{4}+3NaCl}}}

## Физические свойства
Фосфат висмута(III) образует бесцветные моноклинные кристаллы, 
не растворимые в воде, этаноле, разбавленных кислотах.
Образует кристаллогидрат BiPO4•H2O.